# Pyrenochaeta fallax
Pyrenochaeta fallax är en svampart som beskrevs av Bres. 1905. Pyrenochaeta fallax ingår i släktet Pyrenochaeta, ordningen Pleosporales, klassen Dothideomycetes, divisionen sporsäcksvampar och riket svampar.   Inga underarter finns listade i Catalogue of Life.